# Бун (окръг, Арканзас)
Вижте пояснителната страница за други значения на Бун.
Окръг Бун (на английски: Boone County) е окръг в щата Арканзас, Съединени американски щати. Площта му е 1559 km², а населението – 36 903 души (2010). Административен център е град Харисън.